# Eristicophis
Eristicophis é um género monotípico criado para a espécie de víbora Eristicophis macmahonii. É endémica da região desértica do Baluchistão, próxima das fronteiras de Irão, Paquistão e Afeganistão. Actualmente não são reconhecidas subespécies.

## Etimologia
O epíteto específico, macmahoni, é uma homenagem ao diplomata britânico Arthur Henry McMahon.

## Descrição

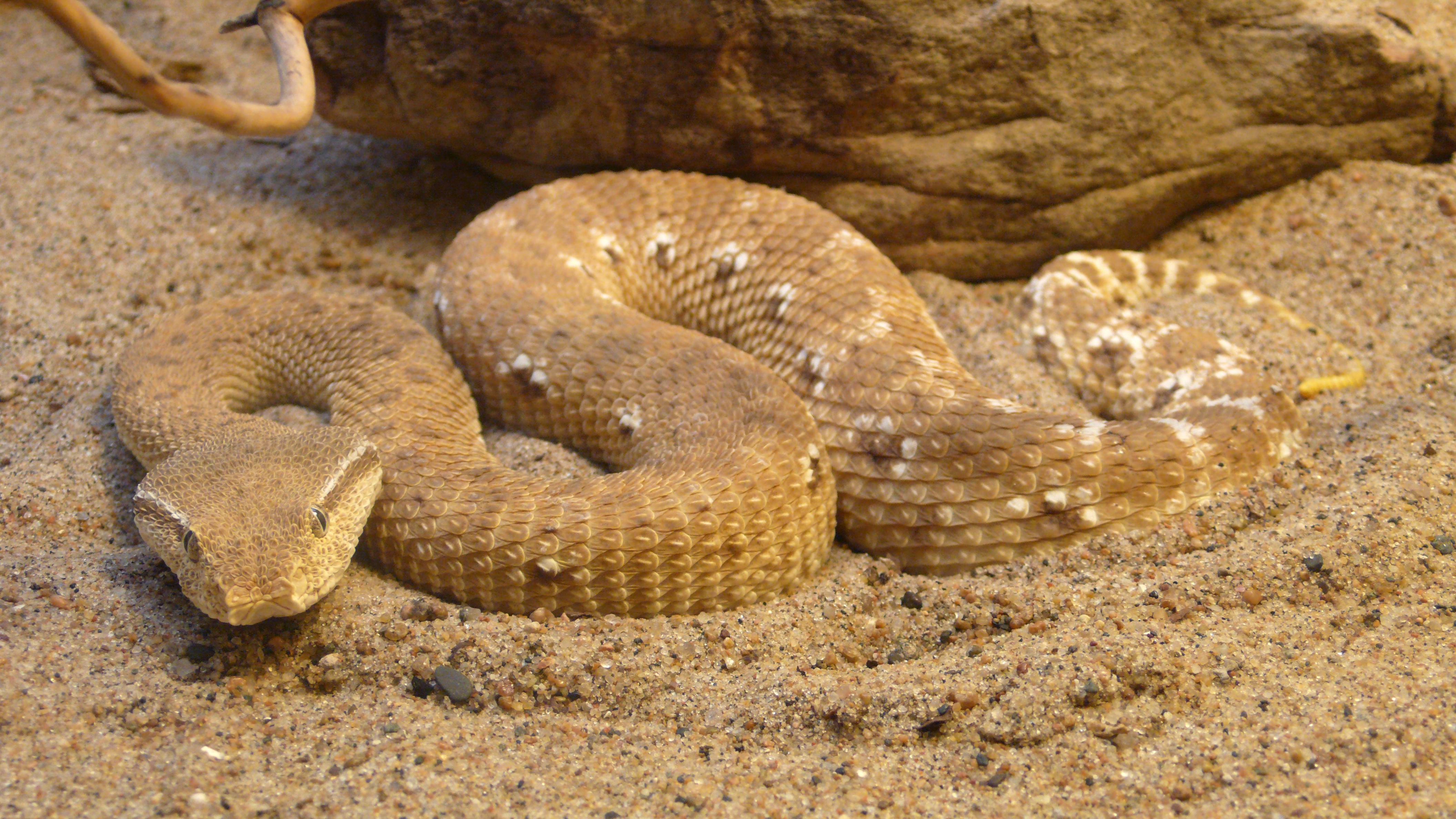
E. macmahonii

E. macmahonii é uma espécie relativamente pequena, atingindo um comprimento total (corpo+cauda) menor que 1 metro. Os machos atingem de 22 a 40 cm de comprimento total e as fêmeas de 28 a 72 cm.
A cabeça é grande, larga, achatada e em forma de cunha. É também distinta do pescoço. O focinho é largo e curto. Os olhos são de tamanho moderado. A coroa da cabeça é coberta por pequenas escamas. As narinas são um par de pequenas ranhuras. Possui uma escama rostral característica, a qual é mais larga do que alta, fortemente concâva e delimitada na sua parte superior e dos lados por quatro escamas nasorostrais de grande tamanho dispostas em forma de borboleta. Existem 14 a 16 supralabiais, separadas das suboculares por 3 a 4 filas de escamas pequenas. As sublabiais são de 16 a 19. O anel circum-orbital consiste de 16 a 25 escamas.
O corpo é ligeiramente deprimido dorsoventralmente e de aparência algo corpulenta. A cauda é curta e preênsil, diminuido abruptamente de diâmetro depois da cloaca. A pele é suave ao tacto. As escamas dorsais são curtas e enquilhadas, dispostas em 23 a 29 filas a meio-corpo as quais estão dispostas segundo um padrão recto e regular. As escamas ventrais têm quilhas laterais, sendo de 140 a 144 nos machos e de 142 a 148 nas fêmeas. As subcaudais não têm quilhas: os machos têm 33 a 36 e as fêmeas de 29 a 31.
O padrão de coloração consiste de uma cor de fundo avermelhada a castanho-amarelada, sobreposta dorsolateralmente por uma série regular de 20 a 25 manchas escuras, delimitadas parcial ou totalmente por escamas brancas. Posteriormente, estas machas tornam-se mais distintas. As áreas brancas delimitadoras estendem-se frequentemente  sobre o dorso como faixas cruzadas. A cabeça tem uma lista branca que vai desde a parte traseira do olho até á boca. O topo da cabeça pode ter manchas escuras dispersas. As escamas labiais e a garganta são brancas, tal como o ventre. A ponta da cauda é amarela com bandas cruzadas características.

## Distribuição geográfica
E. macmahonii é encontrada sómente na região desértica do Baluchistão, próxima da  fronteira Irão-Afeganistão-Paquistão.
A localidade-tipo indicada é "Amirchah [Amir Cháh on map], 30 de Março, 3300 pés, Zeh, 1 de Abril, 2500 pés, Drana Koh, 2 de Abril, Robat I., Maio, 4300 pés". Listada como "W. Baluchistan" no catálogo do Museu de História Natural de Mumbai. M.A. Smith (1943:497) listou-a como "deserto a sul do Helmand rio, no Baluchistão".
Segundo Mallow et al. (2003), esta espécie é conhecida no Paquistão, Afeganistão, leste e noroeste do Baluchistão, sul do Irão, e Índia no deserto do Thar. Está restringida ao deserto de Dast-i Margo e áreas de dunas próximas, desde o Sistão no extremo leste do Irão até ao Afeganistão , a sul do rio Helmand. Também ocorre no Baluchistão, entre os montes Chagai e a cordilheira Siahan, para leste até Nushki.

## Habitat
E. macmahonii está associada a habitats de dunas migratórias de areia fina e solta. Não se encontra a altitudes superiores aos 1 300 metros.

## Comportamento
E. macmahonii usa movimentos rectilíneos e serpenteantes para deslocar-se, mas pode mover-se lateralmente quando se encontra sobre areia solta ou quando assustada. Ocasionalmente pode trepar arbustos usando a sua cauda preênsil. É uma espécie principalmente nocturna, mas pode ser também crepuscular. Consta que tem mau temperamento, silvando alta e profundamente. Pode erguer a parte frontal do seu corpo e atacar de forma agressiva.

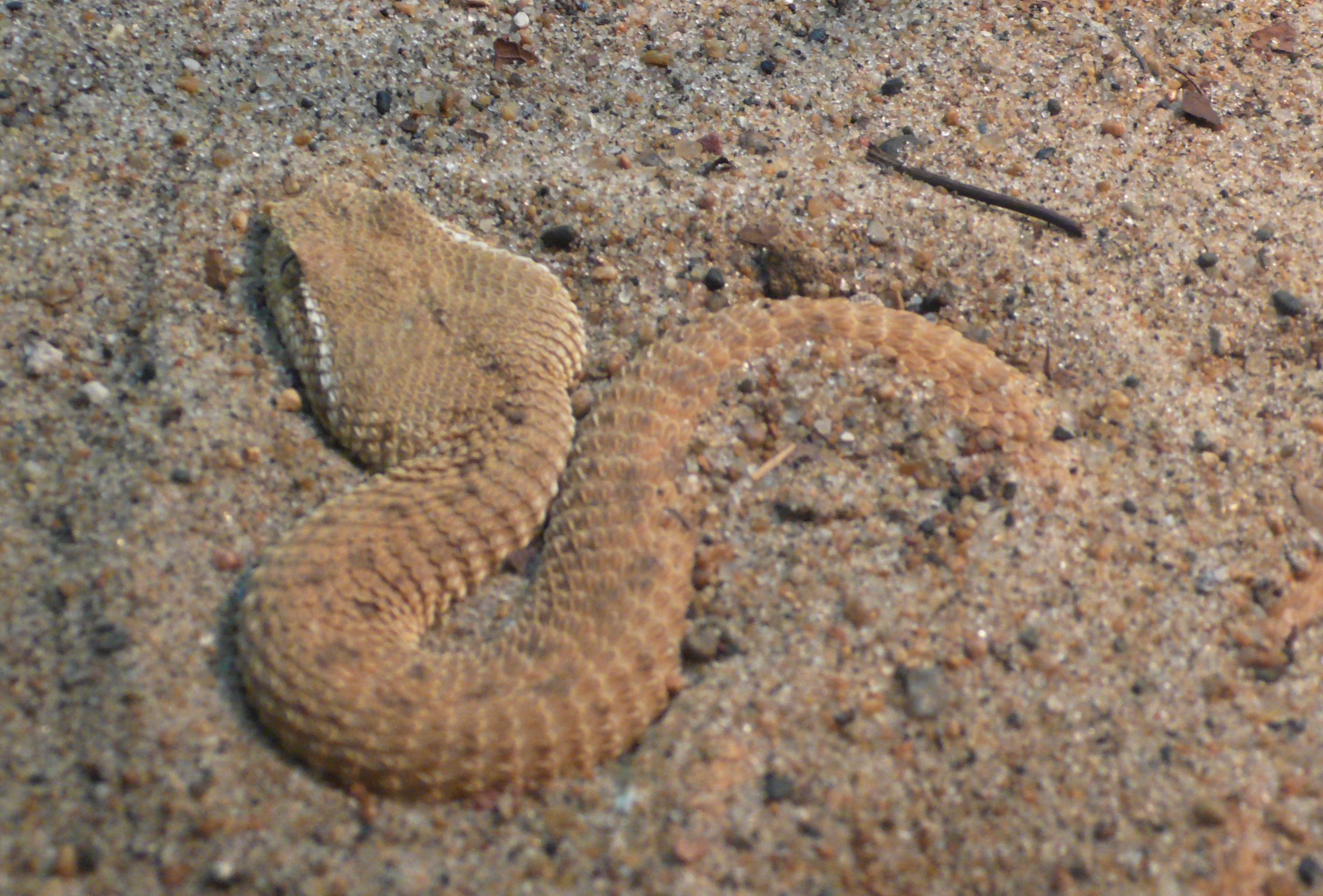
E. macmahonii enterrada na areia.

E. macmahoni pode dar a ideia de que se afunda na areia, usando movimentos peristálticos. Depois disto, geralmente sacudirá e rodará a sua cabeça ao longo do eixo longitudinal para cobrir a sua cabeça, deixando apenas o focinho e olhos livres de areia. Pensa-se que as grandes escamas nasorostrais impedem a areia de entrar nas narinas.

## Dieta
E. macmahonii alimenta-se de pequenos lagartos, pequenos roedores, e por vezes de aves. Os ratos são mantidos entre as mandíbulas até que estejam mortos, ou quase.

## Reprodução
Trata-se de uma espécie ovípara, pondo até uma dúzia de ovos. Estes eclodem depois de 6 a 8 semanas, com cada cria atingindo uns 15 cm de comprimento total.

## Veneno
Estão disponíveis relativamente poucos dados sobre o veneno de E. macmahonii, mas é considerada como uma espécie potencialmente perigosa pela Marinha dos Estados Unidos (1991) com um veneno similar ao das serpentes do género Echis. Uma proteína existente no seu veneno, chamada eristostatina, parece ser útil no tratamento de melanoma maligno.